# Рицос, Андреос
Андреос Рицос (греч. Ανδρέας Ρίτζος), итальянизированное имя Андреа Рицо да Кандиа (итал. Andrea Rizo da Candia) (ок. 1421, Ираклион — после 1492) — греко-венецианский художник-иконописец.

## Жизнь и творчество
А.Рицос родился в городе Кандия, ныне Ираклион, на острове Крит. Был одним из крупнейших греческих иконописцев своего времени. Следовал византийской школе письма, в то же время в его работах ощутимо и итальянское влияние. В свою очередь и творчество Рицоса оказало воздействие на итальянскую живопись, особенно в Южной Италии и Венеции. В частности, один из любимых, используемых греческим художником сюжетов — изображение Скорбящей Богоматери — получил распространение в западном и, в частности, в итальянском искусстве начиная с XV века именно под воздействием критской иконописи. Он много работал по заказам как греческих православных общин и частных лиц, так и по заказам из Венеции с изображениями католической направленности и учёными рассматривается и как художник венецианской школы.
Так, после художника до наших дней дошли 3 иконы Скорбящей Богоматери, им подписанные — в Галерея д`Академия во Флоренции, в Национальной галерее Пармы и в церкви Сан Бьяджо в Стоне, Далмация (ныне Хорватия). Ещё одна икона на данную тему, практически идентичная предыдущим и с большой долей вероятности приписываемая Рицосу, находится в Музее икон города Реклингхаузена, (Германия). Все четыре эти работы отличаются исключительным техническим исполнением; гладкой поверхностью инкарната, который выписан многочисленными нежными, параллельно уложенными мазками кисти белой краской. Сын художника, Николос Рицос (1446—1502), был также иконописцем.
В собрании Пушкинского музея в Москве имеется пять работ школы Рицоса, а в Государственном Эрмитаже есть приписываемая ему большая картина с изображением Мадонны и католических святых.